# Suffolk & Ipswich Football League
Suffolk & Ipswich Football League är en engelsk fotbollsliga i Suffolk, grundad 1896 under namnet Ipswich & District League. Ligan består av nio divisioner, varav två är för reservlag. Toppdivisionen Senior Division ligger på nivå 11 i det engelska ligasystemet.
Mästaren av Senior Division kan ansöka om uppflyttning till Eastern Counties Football League Division One. Mästaren av St Edmundsbury Football League kan ansöka om uppflyttning till ligan, men det är få klubbar som gjort detta.
Ligan bytte namn till Suffolk & Ipswich Football League 1978.

## Mästare
| Säsong  | Senior Division         |
| ------- | ----------------------- |
| 2010-11 | Grundisburgh            |
| 2009-10 | Old Newton United       |
| 2008-09 | Grundisburgh            |
| 2007-08 | Brantham Athletic FC    |
| 2006-07 | Grundisburgh FC         |
| 2005-06 | East Bergholt United FC |
| 2004-05 | East Bergholt United FC |

Källa: Football Mitoo